# Уряд Папуа Нової Гвінеї
Уряд Папуа Нової Гвінеї — вищий орган виконавчої влади Папуа Нової Гвінеї.

## Голова уряду
- Прем'єр-міністр Пітер Чарлз Пейр О'Ніл (англ. Peter Charles Paire O'Neill).
- Віце-прем'єр-міністр — Лео Діон (англ. Leo Dion).

## Кабінет міністрів
Склад чинного уряду подано станом на 8 вересня 2014 року.
| Логотип | Міністерство                                               | Міністр                                 | Фото | Час на посаді | Час на посаді | Партія | Партія | Вебсайт |
| ------- | ---------------------------------------------------------- | --------------------------------------- | ---- | ------------- | ------------- | ------ | ------ | ------- |
|         | Міністерство виправної служби                              | Джим Сіматаб (Jim Simatab)              |      |               |               |        |        |         |
|         | Міністерство вищої освіти, досліджень, науки та технологій | Деліла Горе (Delilah Gore)              |      |               |               |        |        |         |
|         | Міністерство гірничої промисловості                        | Байрон Чан (Byron Chan)                 |      |               |               |        |        |         |
|         | Міністерство державних підприємств та інвестування         | Бен Міка (Ben Micah)                    |      |               |               |        |        |         |
|         | Міністерство державної служби                              | Пука Тему (Puka Temu)                   |      |               |               |        |        |         |
|         | Міністерство держказначейства                              | Патрік Прюейтч (Patrick Pruaitch)       |      |               |               |        |        |         |
|         | Міністерство екології та охорони природи                   | Джон Пундарі (John Pundari)             |      |               |               |        |        |         |
|         | Міністерство житла та міського розвитку                    | Пол Ізикіль (Paul Isikiel)              |      |               |               |        |        |         |
|         | Міністерство зв'язку та інформаційних технологій           | Джиммі Мірінгторо (Jimmy Miringtoro)    |      |               |               |        |        |         |
|         | Міністерство землевпорядкування                            | Бенні Аллан (Benny Allan)               |      |               |               |        |        |         |
|         | Міністерство закордонних справ та імміграції               | Рімбінк Пато (Rimbink Pato)             |      |               |               |        |        |         |
|         | Міністерство комерції, торгівлі та енергетики              | Річард Мару (Richard Maru)              |      |               |               |        |        |         |
|         | Міністерство лісового господарства та кліматичних змін     | Дуглас Томуріеса (Douglas Tomuriesa)    |      |               |               |        |        |         |
|         | Міністерство нафти та енергетики                           | Ніксон Дубан (Nixon Duban)              |      |               |               |        |        |         |
|         | Міністерство національного планування                      | Чарльз Абель (Charles Abel)             |      |               |               |        |        |         |
|         | Міністерство оборони                                       | Фабіан Пок (Fabian Pok)                 |      |               |               |        |        |         |
|         | Міністерство освіти                                        | Нік Куман (Nick Kuman)                  |      |               |               |        |        |         |
|         | Міністерство охорони здоров'я та боротьби зі СПІДом        | Майкл Малабаг (Michael Malabag)         |      |               |               |        |        |         |
|         | Міністерство поліції                                       | Едмунд Атіяфа (Edmund Atiyafa)          |      |               |               |        |        |         |
|         | Міністерство праці та відносин у промисловості             | Бенджамін Попова (Benjamin Popowa)      |      |               |               |        |        |         |
|         | Міністерство риболовлі та морських ресурсів                | Мао Земмінг (Mao Zemming)               |      |               |               |        |        |         |
|         | Міністерство робіт та виконання                            | Френсіс Авеса (Francis Awesa)           |      |               |               |        |        |         |
|         | Міністерство розвитку громад, у справах сім'ї та релігій   | Луджая Тоні (Loujaya Toni)              |      |               |               |        |        |         |
|         | Міністерство спорту та тихоокеанських ігор                 | Джастін Ткаченко (Justin Tkatchenko)    |      |               |               |        |        |         |
|         | Міністерство сільського господарства                       | Томмі Томскол (Tommy Tomscoll)          |      |               |               |        |        |         |
|         | Міністерство транспорту                                    | Ано Пала (Ano Pala)                     |      |               |               |        |        |         |
|         | Міністерство туризму, мистецтв та культури                 | Бока Кондра (Boka Kondra)               |      |               |               |        |        |         |
|         | Міністерство у справах Бугенвілю                           | Стівен Кама Піріка (Steven Kama Pirika) |      |               |               |        |        |         |
|         | Міністерство фінансів                                      | Джеймс Марапе (James Marape)            |      |               |               |        |        |         |
|         | Міністерство цивільної авіації                             | Дейвіс Стефен (Davis Stephen)           |      |               |               |        |        |         |
|         | Міністерство юстиції                                       | Керенга Куа (Kerenga Kua)               |      |               |               |        |        |         |